# Lotus 99T

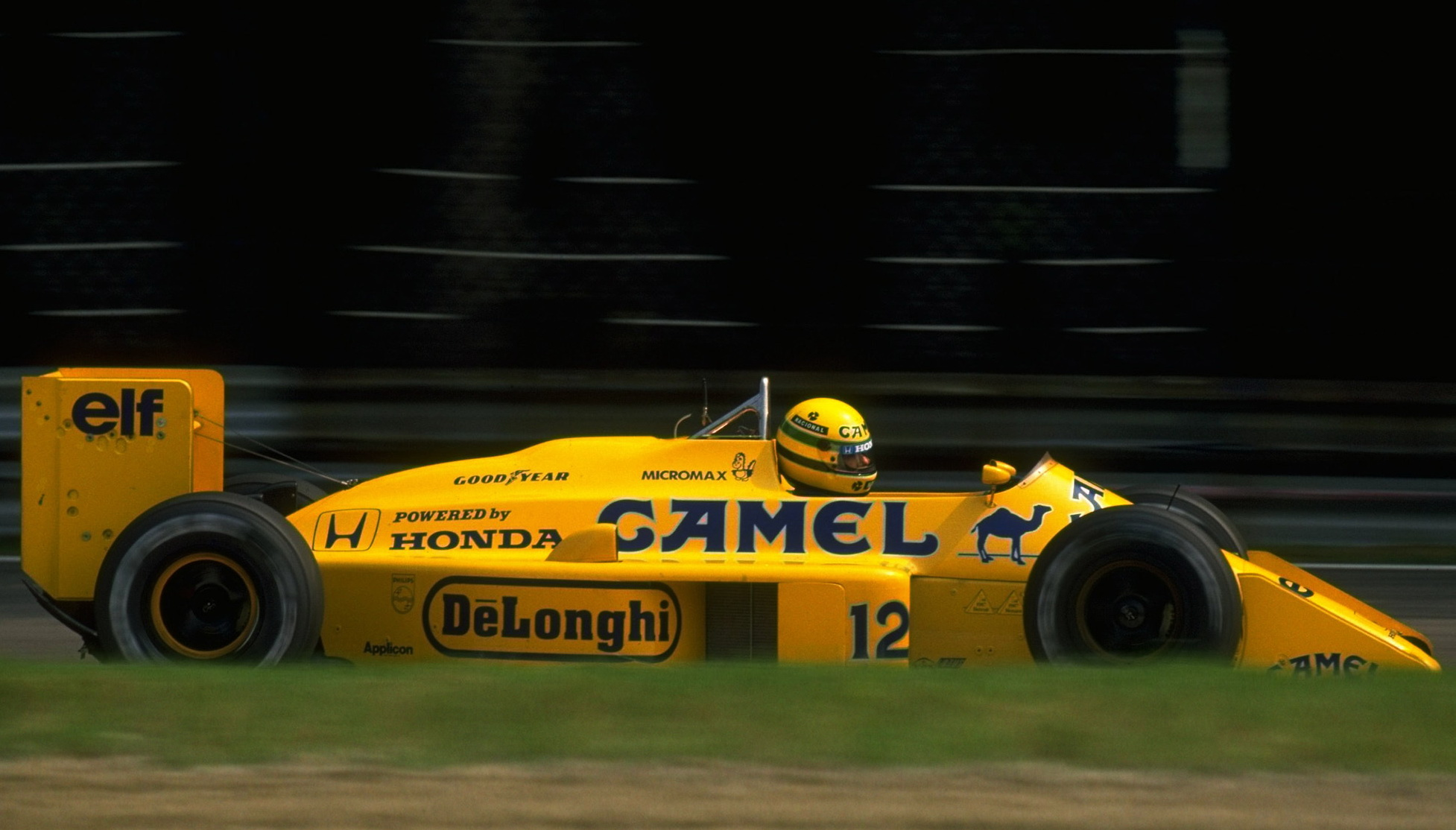
Ayrton Senna im Lotus 99T (1987)

Der Lotus 99T war ein Formel-1-Rennwagen des britischen Rennstalls Lotus, der in der Formel-1-Saison 1987 eingesetzt wurde.

## Technische Daten
Der Rennwagen war eine Entwicklung des Lotus-Chefkonstrukteurs Gérard Ducarouge und von Martin Ogilvie. Das Monocoque selbst wurde in Verbundbauweise aus mit Kohlenstoff- und Aramidfasern verstärkten Kunststoff und Aluminium gefertigt. Der Motor war tragend, das heißt, das Monocoque endete hinter dem Cockpit und die Hinterradaufhängung war am Motor gelagert. Sechs Chassis wurden gebaut.
Alle Räder waren einzeln an Doppelquerlenkern aufgehängt. Die innenliegenden Federn und Dämpfer wurden an der Vorderachse über Zugstangen, an der Hinterachse über Schubstangen betätigt. Eine wesentliche Neuerung am Lotus 99T war die aktive Radaufhängung, die nach dem Wunsch von Teamchef Peter Warr Lotus-Stammfahrer Ayrton Senna zur Weltmeisterschaft verhelfen sollte. Die aktive Radaufhängung bestand im Wesentlichen aus drei Komponenten: einem Rechner, der unter dem Sitz des Piloten montiert war, mehreren am Fahrzeug angebrachten Sensoren sowie einem Hydrauliksystem, das mit der Aufhängung verbunden war. Die Sensoren übermittelten während der Fahrt dem Bordcomputer Informationen über die Geschwindigkeit und Beschleunigungen des Fahrzeuges und über die jeweilige Fahrbahnbeschaffenheit. Der Rechner wiederum leitete entsprechende Kommandos an die Hydraulik der Radaufhängung und an die Stoßdämpfer weiter, um die Bodenfreiheit, also den Abstand zwischen Chassis und Fahrbahnoberfläche konstant zu halten. Das System war wegen der geringen Rechnerleistung noch unzuverlässig, weshalb man beim Nachfolgemodell, dem Lotus 100T, darauf verzichtete. Trotzdem wurde mit dieser Innovation der Grundstein für weitere Arbeiten an der aktiven Radaufhängung in der Formel 1 gelegt.
Angetrieben wurde der Lotus 99T von einem wassergekühlten V6-Turbomotor von Honda mit einem Zylinderbankwinkel von 80°, Typenbezeichnung RA166E. Er hatte 1494 cm³ Hubraum und entwickelte mit einem auf 3,5 bar begrenzten Ladedruck eine Leistung von etwa 980 PS (720 kW) (Qualifikation bis zu 1000 PS) bei 12.500/min. Nachteil der hohen Motorleistung waren Vibrationen am ganzen Fahrzeug, die das Fahrverhalten ungünstig beeinflussten. Zündung und Motormanagement stammten ebenfalls von Honda. Das manuelle Getriebe von Hewland hatte sechs Vorwärtsgänge und einen Rückwärtsgang. Der Tank fasste 195 Liter. Die Stoßdämpfer wurden von Koni bezogen.
Ab dem Grand-Prix von Ungarn erhielt der Lotus 99T geringfügige Modifikationen. Sie betrafen eine schmalere Cockpitöffnung und niedrigere Seitenkästen.

## Sponsor
Hauptsponsoren waren der Tobacco-Konzern mit der Zigarettenmarke Camel sowie der Haushaltsgerätehersteller De’Longhi.

## Saisonverlauf
Senna gewann mit dem Lotus 99T zwei von 16 Saisonrennen, holte eine Pole-Position und fuhr drei schnellste Runden. Vom Großen Preis der USA bis einschließlich dem Großen Preis von Großbritannien führte Senna die Wertung zur Fahrer-Weltmeisterschaft an und blieb auch danach noch aussichtsreich; erst mit seinem punktlosen Abschneiden beim Großen Preis von Portugal, nach dem Senna in den vier Rennen bis Saisonende nur noch zwei Punktplatzierungen erzielte, konnte ihn der spätere Weltmeister Nelson Piquet abhängen. Im Gegensatz zum Williams-Team, das den gleichen Honda-Motor verwendete, war Lotus im Rennverlauf oft durch hohen Treibstoffverbrauch beeinträchtigt, was mitunter bessere Platzierungen verhinderte. Satoru Nakajima, den Motorenpartner Honda ins Team gebracht hatte, holte mit dem gleichen Material sieben Weltmeisterschaftspunkte. In der Konstrukteursweltmeisterschaft belegte Lotus den dritten Platz. Der Sieg von Senna beim Großen Preis der USA war der letzte von Lotus in der Formel 1.
| Fahrer               | Nr.                  | 1   | 2 | 3   | 4  | 5   | 6  | 7 | 8   | 9   | 10 | 11 | 12 | 13 | 14  | 15 | 16  | Punkte | Rang |
| -------------------- | -------------------- | --- | - | --- | -- | --- | -- | - | --- | --- | -- | -- | -- | -- | --- | -- | --- | ------ | ---- |
| Formel-1-Saison 1987 | Formel-1-Saison 1987 |     |   |     |    |     |    |   |     |     |    |    |    |    |     |    |     | 64     | 3.   |
| Satoru Nakajima      | 11                   | 7   | 6 | 5   | 10 | DNF | NC | 4 | DNF | DNF | 13 | 11 | 8  | 9  | DNF | 6  | DNF | 64     | 3.   |
| Ayrton Senna         | 12                   | DNF | 2 | DNF | 1  | 1   | 4  | 3 | 3   | 2   | 5  | 2  | 7  | 5  | DNF | 2  | DSQ | 64     | 3.   |

| Legende  | Legende            | Legende                                                          |
| Farbe    | Abkürzung          | Bedeutung                                                        |
| -------- | ------------------ | ---------------------------------------------------------------- |
| Gold     | –                  | Sieg                                                             |
| Silber   | –                  | 2. Platz                                                         |
| Bronze   | –                  | 3. Platz                                                         |
| Grün     | –                  | Platzierung in den Punkten                                       |
| Blau     | –                  | Klassifiziert außerhalb der Punkteränge                          |
| Violett  | DNF                | Rennen nicht beendet (did not finish)                            |
| Violett  | NC                 | nicht klassifiziert (not classified)                             |
| Rot      | DNQ                | nicht qualifiziert (did not qualify)                             |
| Rot      | DNPQ               | in Vorqualifikation gescheitert (did not pre-qualify)            |
| Schwarz  | DSQ                | disqualifiziert (disqualified)                                   |
| Weiß     | DNS                | nicht am Start (did not start)                                   |
| Weiß     | WD                 | zurückgezogen (withdrawn)                                        |
| Hellblau | PO                 | nur am Training teilgenommen (practiced only)                    |
| Hellblau | TD                 | Freitags-Testfahrer (test driver)                                |
| ohne     | DNP                | nicht am Training teilgenommen (did not practice)                |
| ohne     | INJ                | verletzt oder krank (injured)                                    |
| ohne     | EX                 | ausgeschlossen (excluded)                                        |
| ohne     | DNA                | nicht erschienen (did not arrive)                                |
| ohne     | C                  | Rennen abgesagt (cancelled)                                      |
| ohne     | keine WM-Teilnahme |                                                                  |
| sonstige | P/fett             | Pole-Position                                                    |
| sonstige | 1/2/3/4/5/6/7/8    | Punktplatzierung im Sprint-/Qualifikationsrennen                 |
| sonstige | SR/kursiv          | Schnellste Rennrunde                                             |
| sonstige | *                  | nicht im Ziel, aufgrund der zurückgelegten Distanz aber gewertet |
| sonstige | ()                 | Streichresultate                                                 |
| sonstige | unterstrichen      | Führender in der Gesamtwertung                                   |